# 100엔 동전
100엔 동전(일본어: 百円硬貨)은 일본 정부가 발행하는 동전의 하나이다. 소재는 백동(구리 75%, 니켈 25%), 무게는 4.8g, 지름은 22.6mm이며 테두리에는 톱니무늬 103개가 새겨져 있다.
앞면에는 일본국(日本国)과 100엔(百円)을 뜻하는 문자가 새겨져 있고 벚꽃이 그려져 있다. 뒷면에는 100엔을 뜻하는 아라비아 숫자 "100"과 제조년도가 쓰여져 있다.

## 연혁
- 1957년: 100엔 은화 첫 발행(소재: 은 60%, 구리 30%, 아연 10%, 무게: 4.8g, 지름: 22.6mm, 도안 소재: 봉황(앞면), 태양, 벚꽃(뒷면))
- 1959년: 디자인이 봉황에서 벼 이삭으로 바뀐 100엔 은화 발행(소재: 은 60%, 구리 30%, 아연 10%, 무게: 4.8g, 지름: 22.6mm, 도안 소재: 벼 이삭(앞면), 분동(뒷면))
- 1967년: 100엔 백동화 발행. 디자인이 벼 이삭에서 벚꽃으로 바뀜(소재: 백동(구리 75%, 니켈 25%), 무게: 4.8g, 지름: 22.6mm, 도안 소재: 벚꽃(앞면))

### 역대 동전

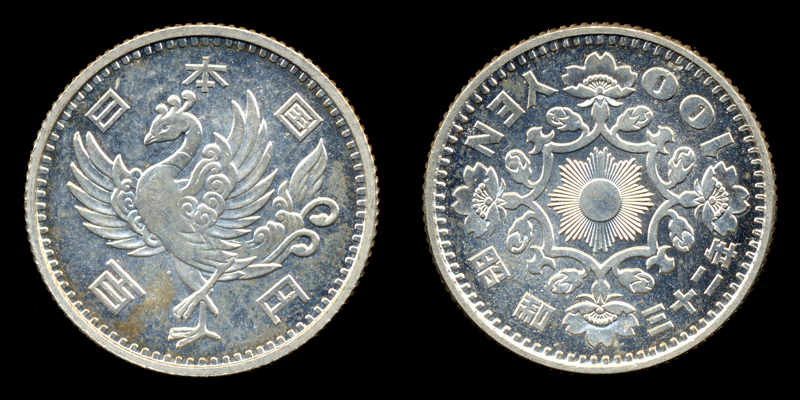
100엔 은화 (1957년 발행)
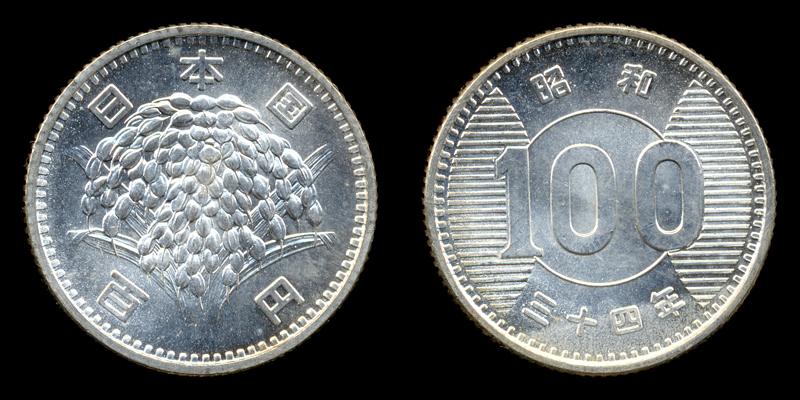
100엔 은화 (1959년 발행)
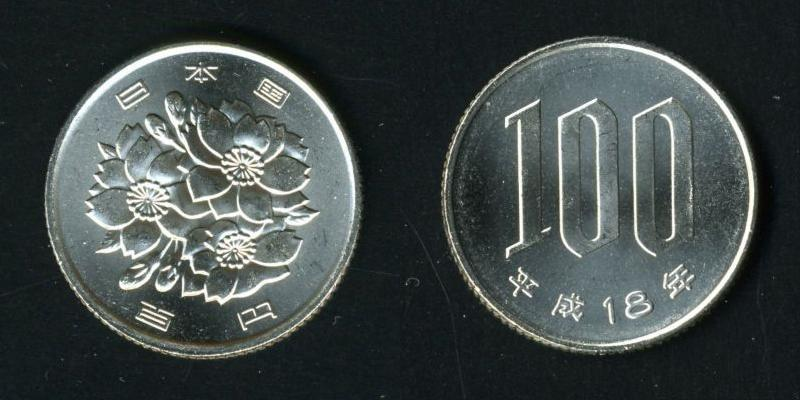
100엔 백동화 (1967년 발행)

## 위조 문제
일본에서 500엔 동전 이외의 동전으로는 이 동전이 매우 드물게도 극소수 정도만 위조된 상태를 가진 100엔 동전들이 있는 것으로 보고되어 있었다. 그래서 2008년 당시 100엔 동전이 위조되어 있는 사례를 제보하고 있던 것으로 나와 있다.

## 같이 보기
- 100원 동전
- 필리핀 1페소 동전